# Iiwi rouge
Drepanis coccinea
 (juin 2025).
La mise en forme du texte ne suit pas les recommandations de Wikipédia : il faut le « wikifier ».
Les points d'amélioration suivants sont les cas les plus fréquents. Le détail des points à revoir est peut-être précisé sur la page de discussion.
- Les titres sont pré-formatés par le logiciel. Ils ne sont ni en capitales, ni en gras.
- Le texte ne doit pas être écrit en capitales (les noms de famille non plus), ni en gras, ni en italique, ni en « petit »…
- Le gras n'est utilisé que pour surligner le titre de l'article dans l'introduction, une seule fois.
- L'italique est rarement utilisé : mots en langue étrangère, titres d'œuvres, noms de bateaux, etc.
- Les citations ne sont pas en italique mais en corps de texte normal. Elles sont entourées par des guillemets français : « et ».
- Les listes à puces sont à éviter, des paragraphes rédigés étant largement préférés. Les tableaux sont à réserver à la présentation de données structurées (résultats, etc.).
- Les appels de note de bas de page (petits chiffres en exposant, introduits par l'outil «  Source ») sont à placer entre la fin de phrase et le point final[comme ça].
- Les liens internes (vers d'autres articles de Wikipédia) sont à choisir avec parcimonie. Créez des liens vers des articles approfondissant le sujet. Les termes génériques sans rapport avec le sujet sont à éviter, ainsi que les répétitions de liens vers un même terme.
- Les liens externes sont à placer uniquement dans une section « Liens externes », à la fin de l'article. Ces liens sont à choisir avec parcimonie suivant les règles définies. Si un lien sert de source à l'article, son insertion dans le texte est à faire par les notes de bas de page.
- La présentation des références doit suivre les conventions bibliographiques. Il est recommandé d'utiliser les modèles {{Ouvrage}}, {{Chapitre}}, {{Article}}, {{Lien web}} et/ou {{Bibliographie}}. Le mode d'édition visuel peut mettre en forme automatiquement les références.
- Insérer une infobox (cadre d'informations à droite) n'est pas obligatoire pour parachever la mise en page.

Pour une aide détaillée, merci de consulter Aide:Wikification.
Si vous pensez que ces points ont été résolus, vous pouvez retirer ce bandeau et améliorer la mise en forme d'un autre article.
Espèce
Statut de conservation UICN

 VU B1ab(i,ii,iii,v) : Vulnérable
Répartition géographique
Synonymes
Vestiaria coccinea
Le Iiwi rouge [iiwi ʁuʒ] (Drepanis coccinea), aussi orthographié ʻIʻiwi, est une espèce de passereaux de la famille des Fringillidae. D'abord classée comme unique représentant du genre Vestiaria par Feliks Paweł Jarocki en 1821, l'espèce fait désormais partie du genre Drepanis.

## Répartition
L’espèce était autrefois largement répartie sur les principales îles de l’archipel (Hawaï, Maui, Lanai, Molokai, Oahu, Kauai). Son aire de distribution a régressé partout, y compris sur les grandes îles (Hawaï, Maui, Kauai). L’espèce est maintenant éteinte à Lanai et subsiste sous forme de populations relictuelles à Molokai et Oahu. À noter la découverte d’une population dans les montagnes Koolau, dans le nord-est d’Oahu par VanderWerf & Rohrer (1996). 
Sous-espèce
La sous-espèce de Molokai suavis décrite par Bangs (1911) est considérée comme inséparable des individus du reste de la distribution.
Dénomination
Forster, 1780, avait originellement nommé cette espèce Certhia coccinea dont le nom générique le désignait comme un grimpereau, le nom spécifique latin soulignant sa coloration rouge. Le nom hawaïen serait onomatopéique et traduirait son cri tandis que les noms Iiwi popolo et Iiwi polena désignent des juvéniles. Le nom générique Vestiaria tire sa racine du latin (vestiarium : habits) en allusion aux manteaux d’apparat réservés aux chefs hawaïens.
Habitat
L’iiwi rouge est inféodé à l’association végétale ohia Metrosideros polymorpha - acacia koa Acacia koa avec, de préférence, un sous-bois de fougères arborescentes Cibotium, de koléas Myrsine lessertiana et de naios Myoporum sandwicense, essentiellement au-dessus de 1250 m mais, localement, aussi bas que 300 m et aussi haut que 2900 m. Il visite aussi les forêts sèches de mamanes Sophora chrysophylla mais s’y reproduit rarement (Pratt 2010). Il vit de préférence dans les forêts fraîches et humides, surtout entre 2000 et 3000 m d’altitude sur le Mauna Loa et sur le Mauna Kea, où il passe également l’hiver (Berger & Meise 1975). La fréquence des observations montre que l’iiwi rouge est très majoritairement associé aux essences endémiques, les arbres ou arbustes introduits étant visités de façon occasionnelle. A noter que les fleurs d’ohias sont généralement rouges mais certains arbres présentent des fleurs franchement jaunes voire orangées. Il s’agit de la même espèce Metrosideros polymorpha dans des phases différentes comme le suggère son nom spécifique.
Alimentation
L’iiwi est prioritairement nectarivore mais il consomme aussi des invertébrés. Les principales sources de nectar sont l’ohia Metrosideros polymorpha et le mamane Sophora chrysophylla. Les plantes endémiques suivantes sont également exploitées : l’acacia koa Acacia koa, le naio Myoporum sandwicense, le koléa Myrsine lessertiana, le framboisier d’Hawaï Rubus hawaiensis, le mélicope Melicope sp., le kanawao Broussaisia arguta, le kokio Hibiscus waimeae, le kéokéo H. arnottianus et l’ohélo Vaccinium dentatum. Son long bec recourbé lui permet aussi le butinage des fleurs à corolles incurvées, notamment des campanulacées des genres Clermontia, Cyanea, Lobelia et Trematolobelia. Il prélève du nectar de menthes endémiques du genre Stenogyne et de la plante Scaevola glabra (Pratt 2010). Cet oiseau se nourrit du nectar des fleurs grâce à son bec recourbé.
Comportement alimentaire
Selon Berger & Meise (1975), son long bec lui permet le butinage des fleurs même profondes et campaniformes sans qu’il ait besoin de les percer. Cependant, il le fait parfois aussi. Il visite plus souvent les fleurs de sophora que les apapanes et les amakihis. Auparavant, son bec incurvé était peut-être plus adapté aux campanules qui ont fortement régressé à Hawaï. Parfois, on ne trouve que du nectar dans son estomac. Il est assez agressif vis à vis des congénères et des autres drépanis qui cherchent des fleurs dans le même arbre que lui. Spieth (1966) a bien décrit le comportement alimentaire quand l’iiwi rouge prélève du nectar de la lobélie Clermontia arborescens. L’oiseau volète et se perche sur une tige portant une fleur puis il se penche en avant et bascule pour se retrouver la tête en bas. Il insère ensuite son bec dans la corolle pour y récolter le nectar. Selon Pratt (2010), les récentes observations montrent que l’iiwi perce directement la corolle à sa base pour prélever le nectar et donc sans polliniser la fleur. Ce comportement semble lié au butinage de fleurs introduites à corolle longue et droite comme la passiflore Passiflora mollisima dont il est particulièrement friand. La moitié environ des plantes exploitées comme Metrosideros polymorpha, Hibiscus arnottianus et Broussaisia arguta présentent des fleurs à pétales ouverts, ce qui pourrait entraîner, sur le plan évolutif, un raccourcissement du bec. L’iiwi se rend régulièrement dans les forêts mixtes de mamanes et de naios quand les arbres sont en fleurs et il défend ces sites de nourrissage. Pour ma part, j’ai remarqué que, dans la plupart des cas, l’iiwi rouge se contorsionne ou prend des positions acrobatiques pour exploiter les fleurs peu accessibles. Parfois, il maintient une fleur avec une patte pour prélever le nectar dans de bonnes conditions. J’ai, par ailleurs, appris, de la part de naturalistes de terrain, que depuis les années 1900, le nombre des lobélies a fortement régressé dans l’archipel d’où un certain glissement du régime alimentaire vers d’autres plantes à fleurs comme l’ohia et le mamane (Ottaviani 2020).
Pollinisation
Les premiers observateurs avaient déjà pressenti que l’iiwi rouge jouait un rôle dans la pollinisation des plantes à fleurs. Les plumes modifiées de la gorge, adaptées à retenir le pollen, étaient une première indication. Plus récemment, Givnish et al. (1995) et Lunau (2004) ont montré qu’il existe une évolution parallèle, ou co-évolution, entre les drépanis nectarivores et les plantes de la famille des campanulacées. Le genre le plus important Cyanea (55 espèces) a développé toute une série de modifications dans la forme des feuilles et des fleurs, et dans la couleur des fleurs pour être visitées par les iiwis, leurs pollinisateurs. Une photo de Peter LaTourrette (non reproduite ici) extraite du Handbook of the Birds of the World (vol. 15 p 628) montre un individu prélevant du nectar d’une lobélie de Kauai, les étamines d’une fleur se rabattant parfaitement sur la nuque de l’oiseau pour y déposer du pollen. 
Mœurs
Les iiwis rouges étaient originellement supplantés par les drépanides Drepanis et les méliphagidés. Ils semblent maintenant dominer tous les autres nectarivores de l'archipel sauf à Maui où ils sont eux-mêmes évincés par les drépanis huppés (Bryan 1908, Pimm & Pimm 1982, Carothers 1986a). Baldwin (1953) avait observé une grande troupe de 200-300 individus dans un bois d’une vingtaine d’hectares. Il semblait y avoir des formations de couples et des parades nuptiales. Les oiseaux restèrent sur place jusqu’en mars mais l’auteur ne trouva aucun nid. Ceci était certainement un cas particulier, la densité de population devait être trop importante pour permettre une nidification.
Leurs mouvements sont lents et mesurés, et ils se dissimulent souvent au coeur du feuillage dont ils ne sortent qu’occasionnellement. Ils se déplacent quotidiennement, souvent sur de nombreux kilomètres, à la recherche des arbres en fleurs qui sont parcimonieusement distribués quoique localement abondants (Perrins 1991). De petits groupes peuvent s’assembler à des troupes de différentes espèces en nourrissage après la reproduction (Pratt 2005). 
Voix
Son répertoire vocal comporte toute une gamme de sifflements, de grincements, de gargouillis et de notes nasillardes, certaines rappelant le son produit par un vieil harmonica (Pratt et al. 1987). D’autres sons rappellent les grincements d’une porte, des sifflements humains ou certaines notes du drépanis huppé Palmeria dolei. L’iiwi peut également imiter d’autres oiseaux, notamment le monarque d’Hawaï Chasiempis sandwichensis (Pratt 2005). Plusieurs sites (Internet Bird Collection, Arkive, AvoCet, Cornell Lab of Ornithology) proposent nombre de séquences enregistrées par différents bio-acousticiens. Elles donnent un bon aperçu des cris sifflés et flûtés, et du chant caractérisé par des sons grinçants.
Pour ma part, j’ai souvent entendu le chant de l’iiwi rouge dans les boisements d’ohias à Hawaï en août 2013 dont le gazouillis contient effectivement de nombreux gloussements et grincements combinés à des notes roulées et râpeuses dont le timbre m’a étonnamment rappelé celui du bouvreuil pivoine Pyrrhula pyrrhula (Ottaviani 2020).
Parade nuptiale
En parade nuptiale, le mâle, perché dans la couronne d’un grand arbre, chante à gorge déployée et se balance d’avant en arrière en faisant frémir ses ailes face à la femelle. Puis, il sautille de branche en branche et s’élance parfois dans les airs pour un petit vol nuptial tout en chantant à plein gosier. Il la poursuit en voletant ou en sautillant dans les arbres et tente de la nourrir. La femelle sollicite l’accouplement en abaissant et en agitant les ailes (Berger 1981).
Une séquence vidéo de la BBC Natural History Unit, plus facilement consultable sur le site d’Arkive, montre un mâle battant des ailes et agitant la queue tout en chantant à gorge déployée face à une femelle présumée. Il volète de branche en branche dans un bruissement d’ailes caractéristique en raison de ses rémiges primaires modifiées. Enfin, il lance une suite de notes grinçantes et sifflées, ce qui hérisse et anime remarquablement les plumes de sa gorge.
Nidification
A Kauai, les nids sont généralement construits dans la couronne des ohias, à sept mètres de hauteur en moyenne. Les deux sexes participent à la construction mais la femelle y prend une part prépondérante. Les nids varient en taille et en matériaux mais ils présentent généralement une coupe externe de brindilles d’ohias et de mousse avec un revêtement interne de lichens, de fibres végétales et d’écorce. Les dimensions moyennes sont de 9,5 cm de diamètre extérieur, 5,5 cm de diamètre intérieur, 7,5 cm de hauteur totale et 3,5 cm de profondeur de la coupe. Le premier oeuf est pondu entre un et cinq jours après la construction complète du nid, les autres oeufs sont déposés à un jour d’intervalle.
La ponte comporte de un à trois oeufs, généralement deux. Ils sont blancs irrégulièrement tachetés et ponctués de brun surtout sur le gros pôle. L’incubation incombe à la femelle seule. Elle commence quand la ponte est complète et dure 14 jours. Le mâle vient nourrir sa partenaire au nid en se signalant par une seule note sonore mais sans visiter le nid (Eddinger 1970).
Une séquence vidéo, disponible sur le site Cornell Lab of Ornithology, filmée par Timothy Barksdale en avril 2002 à Kalopa, au nord-est du Mauna Kea, montre un seul jeune au nid en plumage entièrement gris, attendant le nourrissage par l’un de ses parents. Le nid, construit dans la fourche d’une branche verticale d’ohia, consiste en une coupe assez volumineuse de brindilles et de rameaux.
Statut, conservation
L’espèce est considérée comme « vulnérable » en raison de la réduction de son aire déjà petite (19 800 km²) et d’un déclin des effectifs malgré une relative abondance générale. Elle occupait originellement toutes les forêts de l’archipel mais elle reste maintenant confinée au-dessus de 1250 m à Hawaï, dans l’est de Maui et à Kauai. A Kauai, son aire s’est rétrécie entre 1973 et 2000 et sa population a globalement régressé de 60 % mais le nombre d’individus occupant les plus hautes altitudes reste stable. Elle a disparu de Lanai en 1929 et il ne reste qu’une population résiduelle, estimée à moins de 50 individus à Oahu et Molokai. L’effectif total a été estimé à 385 000 individus entre 1976 et 1983 et à 350 000 au début des années 1990. Les inventaires actuels montrent que l’espèce régresse sur toutes les îles sauf à Maui et à Hawaï où elle semble stable. Elle peut être localement abondante comme dans la réserve naturelle d’Hakalau à Hawaï avec une densité de 2000 individus au km² (Pratt 2010, BirdLife International 2015).
Menaces
L’espèce est très vulnérable à la malaria aviaire transmise par les moustiques (culicidés) présents à basse altitude avec un taux de 90 % de mortalité à la suite d'une seule piqûre. Aucune population résistante à la maladie n’a été détectée mais la présence d’individus à 300 m suggère peut-être une certaine tolérance localement. La dégradation de l’habitat par les animaux introduits (porcs, bétail), endommageant gravement le sous-bois, et la prédation par les chats et les rats constituent des menaces supplémentaires (Pratt 2010).
Mesures de conservation
Des mesures drastiques ont été prises pour protéger cette espèce. Des zones ont été clôturées pour empêcher le bétail et les prédateurs de s’y introduire. Parallèlement, des opérations de restauration de l’habitat sont en cours. L’espèce fait l’objet d’études approfondies sur les effets de la malaria aviaire à l’U. S. Geological Survey Pacific Island Ecosystems Research Centre pour tenter de l’éradiquer ou, du moins, la limiter (BirdLife International 2015).
Bibliographie
- Ottaviani, M. (2020). Monographie des Fringilles - les drépanis des îles Hawaï (carduélinés, drépanini) - Histoire naturelle et photographies. Volume 4, 408 pages. Editions Prin, France.